# 空にカンバス
「空にカンバス」（そらにカンバス）は、1987年10月21日に発売された、石野真子の通算21枚目のシングル。

## 解説
- TBS系テレビドラマ『娘たちよ』の主題歌として使用された。

- 2008年3月26日に発売された歌手デビュー30周年記念CD-BOX『Mako Pack -Premium- 30th Anniversary Special Edition』に、シングルEPのA・B面曲が共に最新デジタル・リマスタリング音源で収録された。

## 収録曲
- 両楽曲とも、作詞：川村真澄／作曲・編曲：渡辺博也

1. 空にカンバス [3:41]
2. 雨垂れはイヤリング [3:27]

## 関連作品
- GOLDEN☆BEST 石野真子
- Mako Pack -Premium- 30th Anniversary Special Edition